# Skeleton na Zimních olympijských hrách 2022 – jednotlivci
Soutěž mužů ve skeletonu na Zimních olympijských hrách 2022 se konala 10. února (1. a 2. jízda) a 11. února (3. a 4. jízda) na bobové a sáňkařské dráze Siao-chaj-tchuo v okrese 
Jen-čching v Pekingu. Christopher Grotheer z Německa vyhrál událost, Axel Jungk, rovněž z Německa, byl stříbrný a Jen Wen-kang z Číny bronzový. Pro každého z nich to byly první olympijské medaile.

## Výsledky
| P.                          | SČ. | Sportovec            | Stát                   | 1. jízda | 2. jízda | 3. jízda | 4. jízda | Celkem  | Ztráta |
| --------------------------- | --- | -------------------- | ---------------------- | -------- | -------- | -------- | -------- | ------- | ------ |
| Zlatá olympijská medaile    | 4   | Christopher Grotheer | Německo                | 1:00,00  | 1:00,33  | 1:00,16  | 1:00,52  | 4:01,01 | –      |
| Stříbrná olympijská medaile | 8   | Axel Jungk           | Německo                | 1:00,50  | 1:00,53  | 1:00,31  | 1:00,33  | 4:01,67 | +0,66  |
| Bronzová olympijská medaile | 18  | Jen Wen-kang         | Čína                   | 1:00,43  | 1:00,65  | 1:00,54  | 1:00,15  | 4:01,77 | +0,76  |
| 4.                          | 5   | Alexandr Treťjakov   | Sportovci ROV          | 1:00,36  | 1:00,84  | 1:00,37  | 1:00,42  | 4:01,99 | +0,98  |
| 5.                          | 21  | Jin Čeng             | Čína                   | 1:00,74  | 1:00,71  | 1:00,40  | 1:00,28  | 4:02,13 | +1,12  |
| 6.                          | 12  | Jevgenij Rukosujev   | Sportovci ROV          | 1:00,48  | 1:00,72  | 1:00,56  | 1:00,64  | 4:02,40 | +1,39  |
| 7.                          | 7   | Martins Dukurs       | Lotyšsko               | 1:00,62  | 1:00,62  | 1:00,40  | 1:01,12  | 4:02,76 | +1,75  |
| 8.                          | 13  | Alexander Gassner    | Německo                | 1:00,87  | 1:00,86  | 1:00,62  | 1:00,48  | 4:02,83 | +1,82  |
| 9.                          | 6   | Tomass Dukurs        | Lotyšsko               | 1:00,76  | 1:00,79  | 1:00,74  | 1:00,92  | 4:03,21 | +2,20  |
| 10.                         | 10  | Čung Sung-ki         | Jižní Korea            | 1:01,18  | 1:01,04  | 1:00,69  | 1:00,83  | 4:03,74 | +2,73  |
| 11.                         | 16  | Amedeo Bagnis        | Itálie                 | 1:01,05  | 1:01,19  | 1:00,83  | 1:01,01  | 4:04,08 | +3,07  |
| 12.                         | 11  | Jun Song-pin         | Jižní Korea            | 1:01,26  | 1:01,17  | 1:01,03  | 1:00,63  | 4:04,09 | +3,08  |
| 13.                         | 14  | Samuel Maier         | Rakousko               | 1:01,36  | 1:01,13  | 1:01,05  | 1:00,95  | 4:04,49 | +3,48  |
| 14.                         | 17  | Mattia Gaspari       | Itálie                 | 1:01,20  | 1:01,31  | 1:01,16  | 1:01,36  | 4:05,03 | +4,02  |
| 15.                         | 9   | Matt Weston          | Velká Británie         | 1:01,34  | 1:01,15  | 1:01,12  | 1:01,63  | 4:05,24 | +4,23  |
| 16.                         | 19  | Marcus Wyatt         | Velká Británie         | 1:01,56  | 1:01,72  | 1:01,28  | 1:01,35  | 4:05,91 | +4,90  |
| 17.                         | 20  | Alexander Schlintner | Rakousko               | 1:01,56  | 1:01,73  | 1:01,66  | 1:01,24  | 4:06,19 | +5,18  |
| 18.                         | 15  | Vladyslav Geraskevič | Ukrajina               | 1:01,63  | 1:01,58  | 1:01,62  | 1:01,45  | 4:06,28 | +5,27  |
| 19.                         | 22  | Nathan Crumpton      | Americká Samoa         | 1:02,06  | 1:01,65  | 1:01,60  | 1:01,49  | 4:06,80 | +5,79  |
| 20.                         | 24  | Blake Enzie          | Kanada                 | 1:01,65  | 1:01,76  | 1:01,93  | 1:01,54  | 4:06,88 | +5,87  |
| 21.                         | 2   | Andrew Blaser        | Spojené státy americké | 1:01,80  | 1:02,08  | 1:02,10  | —        | 3:05,98 | —      |
| 22.                         | 25  | Basil Sieber         | Švýcarsko              | 1:01,95  | 1:02,16  | 1:02,72  | —        | 3:06,83 | —      |
| 23.                         | 3   | Daniil Romanov       | Sportovci ROV          | 1:02,47  | 1:02,60  | 1:02,20  | —        | 3:07,27 | —      |
| 24.                         | 1   | Ander Mirambell      | Španělsko              | 1:02,45  | 1:03,36  | 1:02,34  | —        | 3:08,15 | —      |
| 25.                         | 23  | Nick Timmings        | Austrálie              | 1:03,76  | 1:02,83  | 1:01,78  | —        | 3:08,37 | —      |